# La Alianza, Tecpatán
La Alianza är en ort i Mexiko.   Den ligger i kommunen Tecpatán och delstaten Chiapas, i den sydöstra delen av landet, 600 km öster om huvudstaden Mexico City. La Alianza ligger 120 meter över havet och antalet invånare är 359.
Terrängen runt La Alianza är huvudsakligen lite kuperad. La Alianza ligger nere i en dal. Runt La Alianza är det ganska glesbefolkat, med 42 invånare per kvadratkilometer. Närmaste större samhälle är Raudales Malpaso, 13,1 km sydväst om La Alianza. I omgivningarna runt La Alianza växer huvudsakligen savannskog.